# Hayat Chatun
Hayat Chatun (gest. am 16. August 1241) war eine Sklavin und Konkubine des 35. Abbasiden-Kalifen al-Zahir (1175–1226, reg. 1225–1226) und Mutter von einem seiner Söhne.

## Leben
Hayat Chatun war eine türkischstämmige Sklavin, Konkubine und Favoritin des Abbasiden-Kalifen al-Zahir, der nur neun Monate nach seiner Thronbesteigung verstarb. Sie war Mutter eines gemeinsamen Sohnes. Entsprechend dem Umm-al-Walad-Prinzip, nachdem eine Sklavin, die ihrem Herrn ein Kind geboren hatte, nach dessen Tod freigelassen wurde, wurde sie nach dem Tod ihres Gatten in die Freiheit entlassen.
Hayat Chatun starb am 16. August 1241 und wurde im Mausoleum des Kalifen al-Mustadī' begraben.